# 縁結びの妖狐ちゃん
『縁結びの妖狐ちゃん』（えんむすびのようこちゃん、原題：狐妖小紅娘）は、小新による中国の漫画作品。漫画配信サイト「テンセントアニメ」（テンセント）にて連載されている。妖怪と人間が共存する世界を舞台に、前世の記憶を持って転生した人間と、その前世の恋人である妖怪の縁結びをする妖狐たちの活躍を描いたファンタジー漫画である。

## あらすじ
妖怪と人間が共存し、愛し合える世界。
人の寿命には限りがある。愛する人間が死んでも妖怪は命尽きることなく生き続けていた。
人は輪廻転生し、生まれ変わることができても、前世の記憶は失われてしまう。
そんな背景の中、妖怪の間では、ある「サービス」が普及していた。
生まれ変わった人間に、かつての恋人の記憶を蘇らせることのできる「妖狐仲人」。
愛する人が死んでもなおその人を愛し続ける妖怪は、「妖狐仲人」が販売する「サービス」を買い、転生したかつての恋人と再び愛しき日々を送らんとする。
この物語は、そんな仲人の仕事をする妖狐が繰り広げる縁結びのストーリーなのである。

## 登場人物
声優は中国語版 / 日本語版。
白月初（ハク・ゲッショウ）
声 - 楊天翔 / 羽多野渉
本作の主人公である道士。いい加減な性格の食いしん坊。金に汚いが、実力はある。蘇蘇の契約者。
東方月初（トウホウ・ゲッショウ）
声 - 張傑 / 田中あいみ
月初の前世の道士。500年前王権富貴と一緒に人間の中でトップクラスの実力者とされている。東方霊族の唯一の末裔。紅紅に助けられたことがあり、彼女を慕っている。
塗山蘇蘇（トサン・スース）
声 - 劉校妤 / 阿澄佳奈
妖狐である塗山三姉妹の三女。天然な性格。失敗ばかりで、目標は立派な妖狐になること。
塗山紅紅（トサン・ココ）
スースの本体（前世ではなく、妖怪が死ねば転生の縁結びができなくなる）。500年前の塗山の王。優しいが、冷酷な一面もある。
塗山雅雅（トサン・ヤヤ）
声 - 張凱 / 米澤円
妖狐である塗山三姉妹の長女。末妹に対して厳しい態度をとっているが、彼女の正体に疑念を抱いている。
塗山容容（トサン・ロロ）
声 - 喬詩語 / 金元寿子
妖狐である塗山三姉妹の次女。明晰な頭脳を活用し、塗山一族の事業を管理している。普段は目を閉じているようにみえるが、特殊な時だけ目を開くらしい。
王富貴（オウ・フウキ）
声 - 魏超 / 桐井大介
月初の宿敵である道士。傲慢な性格で、妖怪を憎んでいるが、道士としての実力は低い。
王権富貴（オウケン・フウキ）
王富貴の前世。王権という名家の御曹司で、妖怪退治のエキスパート“道門兵器”として育て上げられた。
厲雪揚（レキ・セツヨウ）
声 - 唐小喜 / 今井麻美
氷結将軍の生まれ変わり。現世では名家の令嬢であると同時に幼稚園教諭でもある。
梵雲飛（ハン・ウンヒ）
声 - 辺江 / 立花慎之介
西西域の皇子である妖怪で、“恐妻家”。厲雪揚とは再縁の契りを結んでいる。
清瞳（セイトウ）
声 - 閻萌萌 / 井上麻里奈
王権富貴の恋人である蜘蛛の妖怪で、転生の縁結びを誓い合う仲にある。元々は力が弱く、王権富貴の妹弟子にいじめられていたところを王権富貴に助けられた。
南国の姫 / 歓都落蘭
声 - 徐佳琦 / 内田真礼
金面火神（きんめんかしん）
声 - 陳張太康と郭政建 / 楠大典
黑狐左使 / 塗山美美（トサン・ミミ）
声 - 郭浩然 / 小林大紀
刀傷の導士。
声 - 飛花 / 森下由樹子
紅紅が誤って殺してしまった少年。

### 北山妖帝篇
北山妖帝（ほくさんようてい） / 石寛（せき かん）
声 - 図特哈蒙 / 佐々木啓夫、藤原夏海（少年）
御妖国の姫
声 - 咩咩 / 加隈亜衣
石寛と転生の縁結びをした姫。
六耳行者（ろくみみぎょうじゃ）
声 - 李詩萌 / 末柄里恵

### 千顏篇
顏如玉
声 - 辺江
雪髒
声 - 陳張太康

### 南国篇
平丘月初
歓都擎天
歓都落蘭

### 金晨曦篇
木蔑
翠玉鳴鸞
楊蔑

## テレビアニメ
2015年6月26日から中国のテンセント、bilibiliほかにて配信。
日本では2017年7月1日からTOKYO MXにて土曜21時 - 21時30分に放送された、放送枠に合わせ中国版から再編集されている。
放送時間は約25分で、放送話は全24話の2クール放送。

### ストーリー
- 第一期「下沙篇」（日本版第1話 - 第6話）
- 第二期「王权富贵篇」（日本版第7話 - 第12話）
- 第三期「月红篇」（日本版第13話 -第20話）
- 第四期「北国篇」または「北山妖帝篇」（日本版第21話 -第24話）
- 第五期「千颜篇」
- 第六期「南国篇」
- 第七期「竹业篇」
- 第八期「尾生篇」
- 第九期「金晨曦篇」
- 第十期「沐天城篇」
- 第十一季「无暮篇」

### スタッフ
- 原作 - 小新
- 監督 - 王昕
- 副監督 - 董易
- キャラクターデザイン - 金栄範、申起澈
- 撮影監督 - 黄智煥
- 編集 - 肥田文
- 音響監督 - 伍婷、伊藤巧（日本語版）
- 音楽 - 輔楽音楽工作室
- アニメーション制作 - 上海絵界文化伝播有限公司（HAOLINERS、絵梦）
- 制作協力 - 韓国絵梦、CMC MEDIA
- 製作 - 縁結びの妖狐ちゃん製作委員会

### 主題歌
中国版
オープニングテーマ
「爱You Ready爱我 Ready」（第1季）
作詞 - 刘北 / 作曲・編曲 - 格非 / 歌 - 孔阳
「梦回还（夢籠り）」（第2季）
作詞 - 浓缩排骨 / 作曲 - 战场原妖精（SUTEIMA） / 編曲 - SUTEIMA / 歌 - 呦猫UNEKO
「若当来世」（第3・4季）
作詞 - 琉璃菌 / 作曲 - LBG / 編曲 - 桂子油 / ギター - 阿甘 / 歌 - 马里奥、冥月
「铭记」（第5季）
作詞 - 张汇泉、钱襄 / 作曲・編曲 - 钱襄、沈辑 / ミキサー - 赵婧 / 歌 - 呦猫UNEKO
「众生」（第6季）
作詞 - HAKU / 作曲・編曲 - 战场原妖精 / 歌 - Gary Chan、Sillian Wong
「满庭芳」（第7季）
作詞 - Dracaena / 作曲・編曲 - 桂子油 / 歌 - Mr. mo
「我还记得」（第8季）
作詞 - Dracaena / 作曲・編曲 - 曲扬 / ミキサー - Evalia / 歌 - Shymie
「落空」（第9季）
作詞 - 浓缩排骨 / 作曲・編曲・ミキサー - Evalia / 歌 - 洛萱

エンディングテーマ
「东流」（第1・2季）
作詞・編曲 - m.86 / 作曲 - ed72 / 歌 - 绯村柯北、灰老板
日本版第3-12話のスペシャルムービーとして放送。
「铃舟」（第3季）
作詞・作曲・編曲 - 林和夜 / 歌 - 勻子
日本版第13-24話のスペシャルムービーとして放送。
「君路」（第4季）
作詞・作曲・編曲 - 林和夜 / 歌 - 大酥
「印刻」（第5季）
作詞 - 潇娘 / 作曲 - Heartstrings / 歌 - 朱梓溶
「迷阵」（第6季）
編曲 - G Fun、大塘烧腊 / ミキサー - 吴凡 / 作詞・歌 - Eric Juu、大塘烧腊
演奏 - G Fun（オーケストラ）、Lawi（ギター）、Arshang（ギター）、Kelvon（ピアノ）、大塘烧腊（オーケストラ、ギター、ピアノ）
「寄」（第7季）
作詞 - Dracaena / 作曲 - 桂子油 / 編曲 - 君乘舟 / 歌 - JMJ
「森林的秘密」（第8季）
作詞 - Dracaena / 作曲・編曲 - 桂子油 / ミキサー - Evalia / 歌 - honey组合
「不易不移」（第9季）
作詞 - 浓缩排骨 / 作曲・編曲・ミキサー - ErazedFX / 歌 - kinoko蘑菇

日本版
オープニングテーマ
「瞳染」（第1-12話）
作詞 - 潇娘 / 作曲 - HeartStrings / 歌 - 蓮莉 / コーラス - 蓮莉、RiyO
第10話では挿入歌として使用。
「万水依山」（第13-24話）
作詞 - 浓缩排骨 / 作曲・編曲 - 战场原妖精 / 歌 - 叫ぶ獣
第20、24話では挿入歌として使用。
エンディングテーマ
「ずっと」（第1-12話）
作詞・作曲 - ベリーグッドマン / 編曲 - HiDEX / 歌 - ベリーグッドマン
「Fourside Moonside」（第13-24話）
作詞・作曲 - Yurin / 編曲・歌 - サイダーガール
エピソードテーマ（挿入歌）
「此彼绘卷」（第10話）
作詞・作曲・歌 - 林和夜 / 二胡演奏：弹棉花的GG
「铃舟」（第16話）
作詞・作曲・編曲 - 林和夜 / 歌 - 勻子
「不忘」（第23話）
作詞 - 張汇泉 / 作曲・編曲 - 钱襄、沈輯 / ミックス - 李卓 / 歌 - 张恋歌
「岩心」（第23話）
作詞・作曲 - 林和夜 / 編曲 - 林和夜、Riyo / 歌 - 大帝

### 各話リスト
| 話数                | 絵コンテ      | 演出          | 作画監督                      |
| 下沙篇              | 下沙篇        | 下沙篇        | 下沙篇                        |
| ------------------- | ------------- | ------------- | ----------------------------- |
| 第一集              | 刘北          | 黄一振        | 孟奉德                        |
| 第二集              | 方承辰        | 黄一振        | 孟奉德、权瑛来 孟豪范、李慜培 |
| 第三集              | 王昕          | 黄一振        | 孟奉德、权瑛来 孟豪范、李慜培 |
| 第四集              | 方承辰        | 承锋          | 承锋、雀用 孟大中             |
| 第五集              | 王昕          | 方承辰        | 孟奉德                        |
| 第六集              | 王昕          | 方承辰        | 孟奉德、权瑛来                |
| 第七集              | 王昕          | 林承锋        | 林承锋                        |
| 第八集              | 方承辰        | 方承辰 申起澈 | 赵瑛来、孟奉德 孟豪范         |
| 第九集              | 王昕 董易     | 申起澈 孟禧江 | 赵瑛来、孟奉德                |
| 第十集              | 王昕          | 关抿沫        | 韩正履                        |
| 第十一集            | 王博          | 方承辰        | 孟慧真                        |
| 第十二集            | 方承辰 明佳瑛 | 方承辰        | 赵瑛来、孟奉德 韩正履         |
| 第十三集            | 方承辰 明佳瑛 | 方承辰        | 赵瑛来、孟奉德 韩正履         |
| 王权富贵篇          |               |               |                               |
| 第十四集            | 王昕          | 印太善        | 韩正履                        |
| 第十五集            | 方承辰        | 申昌燮        | 牟贞姬                        |
| 第十六集            | 王昕          | 申起澈        | 赵瑛来、孟奉德                |
| 第十七集            | 王昕          | 孟大勋        | 林真煜                        |
| 第十八集            | 朴志缘        | 元昌喜        | 雀昞熙                        |
| 第十九集            | 方承辰        | 申纪澈        | 韩正履                        |
| 第二十集            | 王昕          | 孟大勋        | 孟大勋                        |
| 第二十一集          | 王昕          | 洪凤均        | 赵瑛来、孟奉德                |
| 第二十二集          | 王昕          | 关抿沫        | 韩正履                        |
| 第二十三集          | 王昕          | 孟祈南        | 张喜圭                        |
| 第二十四集          | 方承辰 权五炫 | 申纪澈        | 赵瑛来、孟奉德                |
| 第二十五集          | 朴志缘        | 雀钟基 李富熙 | 林真煜                        |
| 第二十六集          | 王昕          | 张喜圭        | 孟祈南                        |
| 第二十七集          | 方承辰        | 关抿沫        | 韩正履                        |
| 月红篇/北山妖帝再临 |               |               |                               |
| 第二十八集          | 王昕          | 申起澈        | 赵瑛来                        |
| 第二十九集          | 王昕          | 廉京德        | 李时旼、赵瑛来                |
| 第三十集            | 王昕          | 赵俊英        | 牟贞姬                        |
| 第三十一集          | 王昕          | 韩正履        | 韩正履                        |
| 第三十二集          | 王昕 车东释   | 申起澈        | 赵瑛来、李时旼                |
| 第三十三集          | 王昕 李东益   | 徐圣钟        | 韩永勋                        |
| 第三十四集          | 王昕          | 廉京德        | 赵瑛来、李时旼                |
| 第三十五集          | 方承辰        | 韩正履        | 韩正履                        |
| 第三十六集          | 赵俊英        | 赵俊英        | 牟贞姬                        |
| 第三十七集          | 王昕          | 廉京德        | 李时旼、赵瑛来                |
| 第三十八集          | 成百烨        | 申起澈        | 李东益、李时旼 赵瑛来         |
| 第三十九集          | 王昕          | 金明贤        | 许亨准                        |
| 第四十集            | 朴智妍        | 韩正履        | 韩正履、赵瑛来                |
| 第四十一集          | 李东益        | 赵俊英        | 牟贞姬                        |
| 第四十二集          | 李东益 王昕   | 韩正屡        | 郑贤洙                        |
| 第四十三集          | 崔信哲        | 金明贤        | 徐正德                        |
| 第四十四集          | 崔信哲        | 金昌贵        | 许亨准、赵瑛来                |
| 第四十五集          | 崔信哲        | 金二星 金成一 | 李时旼、赵瑛来 徐正德、金二星 |
| 第四十六集          | 方承辰        | 金东南        | 李时旼、赵瑛来 徐正德、严翼铉 |
| 第四十七集          | 崔信哲        | 韩正屡        | 韩正屡、郑贤洙                |
| 第四十八集          | 成百烨 王昕   | 金明贤        | 李东旭                        |
| 千颜篇              |               |               |                               |
| 第四十九集          | 崔信哲 王昕   | 廉京德        | 赵瑛来                        |
| 第五十集            | 成百烨 王昕   | 廉京德 元太星 | 赵瑛来、权恩京 李美英         |
| 第五十一集          | 王昕          | 金周锡        | 李富熙                        |
| 第五十二集          | 王昕 成百烨   | 金周锡        | 李富熙                        |
| 第五十三集          | 王昕 崔信哲   | 金明贤        | 李富熙                        |
| 第五十四集          | 王昕 朴营喆   | 李兴洙        | 朴爱利、李政权 李盛权         |
| 第五十五集          | 王昕          | 朴枑秀        | 崔仁燮                        |
| 第五十六集          | 王昕          | 金昌贵        | 徐亨准                        |
| 第五十七集          | 王昕          | 金东南        | 赵瑛来、李东益 权恩京、李美英 |
| 第五十八集          | 王昕 成百烨   | 金明贤        | 权五植                        |
| 第五十九集          | 王昕          | 徐圣钟        | 李德镐                        |
| 第六十集            | 王昕          | 金周锡        | 李富熙                        |
| 第六十一集          | 王昕 禹胜煜   | 林真煜        | 朴爱利、李盛林                |
| 第六十二集          | 王昕 崔信哲   | 张范铁        | 张范铁                        |
| 第六十三集          | 王昕 成百烨   | 金明贤        | 权五值                        |
| 南国篇              |               |               |                               |
| 第六十四集          | 禹胜煜        | 金明贤        | 权荣祥                        |
| 第六十五集          | 崔训哲        | 金二星        | 金二星                        |
| 第六十六集          | 成百烨        | 金昌贵        | 许亨准                        |
| 第六十七集          | 李东益        | 廉京德        | 李美英、吴炫儿 李政动         |
| 第六十八集          | 王昕          | 许尹嘉        | 陳韋宁（陈韦宁）              |
| 第六十九集          | 王昕          | 安成哲        | 张欣欣                        |
| 第七十集            | 王昕          | -             | 朱明杰                        |
| 第七十一集          | 王昕          | 安藤健        | -                             |
| 第七十二集          | 王昕          | 许尹嘉        | 陳韋宁（陈韦宁）              |
| 第七十三集          | 王昕          | -             | -                             |
| 第七十四集          | 王昕          | 林承锋        | 赵勋、林承锋 田钟民           |
| 第七十五集          | 王昕          | -             | 容洪、朱明杰                  |
| 第七十六集          | 王昕          | 李承锋 赵勋   | 赵勋、李承锋 田钟民、延知葸   |
| 第七十七集          | 王昕          | -             | -                             |
| 第七十八集          | 王昕          | -             | -                             |

| 話数   | サブタイトル       | 絵コンテ                    | 演出                          | 作画監督                             | 中国語版話数                                 |
| 砂雪篇 | 砂雪篇             | 砂雪篇                      | 砂雪篇                        | 砂雪篇                               | 砂雪篇                                       |
| ------ | ------------------ | --------------------------- | ----------------------------- | ------------------------------------ | -------------------------------------------- |
| 第1話  | 妖狐スース         | 王昕、刘北                  | 黄一振、申起澈                | 金奉德、赵瑛来 金荣范、李慜培        | 第一集 - 第三集                              |
| 第2話  | 蘇る記憶           | 王昕、方承辰                | 申起澈、林承鋒                | 金奉德、林承鋒                       | 第三集 - 第五集                              |
| 第3話  | 誓いの宝物         | 王昕                        | 方承辰                        | 金奉德、赵瑛来                       | 第五集 - 第六集                              |
| 第4話  | それぞれの思い     | 王昕、方承辰                | 方承辰、林承鋒 申起澈         | 金奉德、金荣范 赵瑛来、林承鋒        | 第六集 - 第八集                              |
| 第5話  | 傷ついた心         | 王昕、方承辰 董易           | 申起澈、方承辰 金禧江、吳銀洙 | 赵瑛来、金奉德 金荣范、韩正履        | 第八集 - 第十集                              |
| 第6話  | 誤解の真実         | 王博、方承辰 明佳瑛         | 方承辰                        | 赵瑛来、金奉德 韩正履                | 第十一集 - 第十三集                          |
| 王権篇 |                    |                             |                               |                                      |                                              |
| 第7話  | 転生の書           | 王昕、方承辰                | 印太善、申起澈 申昌燮         | 韩正履、赵瑛来 金奉德、牟贞姬        | 第十四集 - 第十六集                          |
| 第8話  | 虚空の涙           | 王昕                        | 申起澈、金大勋                | 赵瑛来、金奉德 林真煜                | 第十六集 - 第十七集                          |
| 第9話  | 王権富貴           | 朴志缘、方承辰 王昕         | 元昌喜、申起澈 金大勋         | 崔昞熙、韩正履 金大勋                | 第十八集 - 第二十集                          |
| 第10話 | 王権の剣           | 王昕                        | 金大勋、洪凤均                | 金大勋、赵瑛来 金奉德                | 第二十集 - 第二十一集                        |
| 第11話 | 東方月初           | 王昕                        | 洪凤均、吴银沫 金祈南         | 赵瑛来、金奉德 韩正履、张喜圭        | 第二十二集 - 第二十三集                      |
| 第12話 | 南国の姫           | 方承辰、权五炫 朴志缘、王昕 | 申起澈、崔钟基 李富熙、张喜圭 | 赵瑛来、金奉德 林真煜、金祈南        | 第二十四集 - 第二十六集                      |
| 月紅篇 |                    |                             |                               |                                      |                                              |
| 第13話 | 絶対零域           | 王昕、方承辰                | 张喜圭、吴银沫                | 金祈南、韩正履 赵瑛来                | 第二十六集 - 第二十八集                      |
| 第14話 | 金面火神           | 王昕                        | 申起澈、廉京德 趙俊英         | 赵瑛来、李时旼 牟貞姬                | 第二十八集 - 第三十集                        |
| 第15話 | 東方霊族の血       | 王昕、車东释                | 趙俊英、韩正履 申起澈         | 牟貞姬、韩正履 赵瑛来、李时旼        | 第三十集 - 第三十二集                        |
| 第16話 | 東方月初の選択     | 王昕、車东释                | 申起澈                        | 赵瑛来、李时旼                       | 第三十二集 - 第三十三集 (Aパートは第13-15話) |
| 第17話 | 苦情樹への誓い     | 王昕、李东益 方承辰         | 徐圣钟、廉京德 韩正履         | 韩永勋、赵瑛来 李时旼、韩正履        | 第三十三集 - 第三十五集                      |
| 第18話 | ココの秘密         | 方承辰、赵俊英              | 韩正履、赵俊英                | 韩正履、牟貞姬                       | 第三十五集 - 第三十六集                      |
| 第19話 | 心の傷             | 王昕、成百烨                | 廉京德、申起澈 金明贤         | 李时旼、赵瑛来 李東益、许亨准        | 第三十七集 - 第三十九集                      |
| 第20話 | 七夕の計画         | 王昕、朴智妍                | 金明贤、韩正履                | 许亨准、韩正履 赵瑛来                | 第三十九集 - 第四十集                        |
| 北国篇 |                    |                             |                               |                                      |                                              |
| 第21話 | 北山妖帝の狙い     | 王昕、朴智妍 李東益、崔訓哲 | 赵瑛来、韩正履 金明賢         | 牟貞姬、鄭貞洙 徐正德                | 第四十一集 - 第四十三集                      |
| 第22話 | 虚空の涙vs虚空の涙 | 崔訓哲、王昕                | 金昌貴、金明賢                | 許亨准、赵瑛来 徐正德                | 第四十三集 - 第四十五集                      |
| 第23話 | 破壊の王 北山妖帝  | 崔訓哲、王昕 方承辰         | 梁真哲、金二星 金成一         | 李时旼、赵瑛来 徐正德、金二星 嚴翼铉 | 第四十五集 - 第四十七集                      |
| 第24話 | スースの夢         | 崔訓哲、王昕 成百烨         | 韩正履、金明賢                | 韩正履、鄭賢洙 李東旭                | 第四十七集 - 第四十八集                      |

## テレビドラマ
2024年5月23日から中国のiQIYIにて配信。
「月紅篇」「竹業篇」「王权篇」の各シリーズで異なるストーリーが展開される。塗山紅紅と東方月初のコンビが主役の「月紅篇」では楊冪と龔俊がダブル主演を務める。

### キャスト
月紅篇
- 塗山紅紅 - 楊冪
- 東方月初 - 龔俊
- 涂山雅雅 - 郭晓婷（中国語版）
- 傲来国三少 - 魏哲鸣（中国語版）
- 涂山容容 - 胡连馨（中国語版）
- 石姬 - 温峥嵘（中国語版）
- 费管家 - 范明（中国語版）
- 涂山不醉 - 梁超（中国語版）
- 金人凤 - 黄志玮（中国語版）